# Tyskland runt

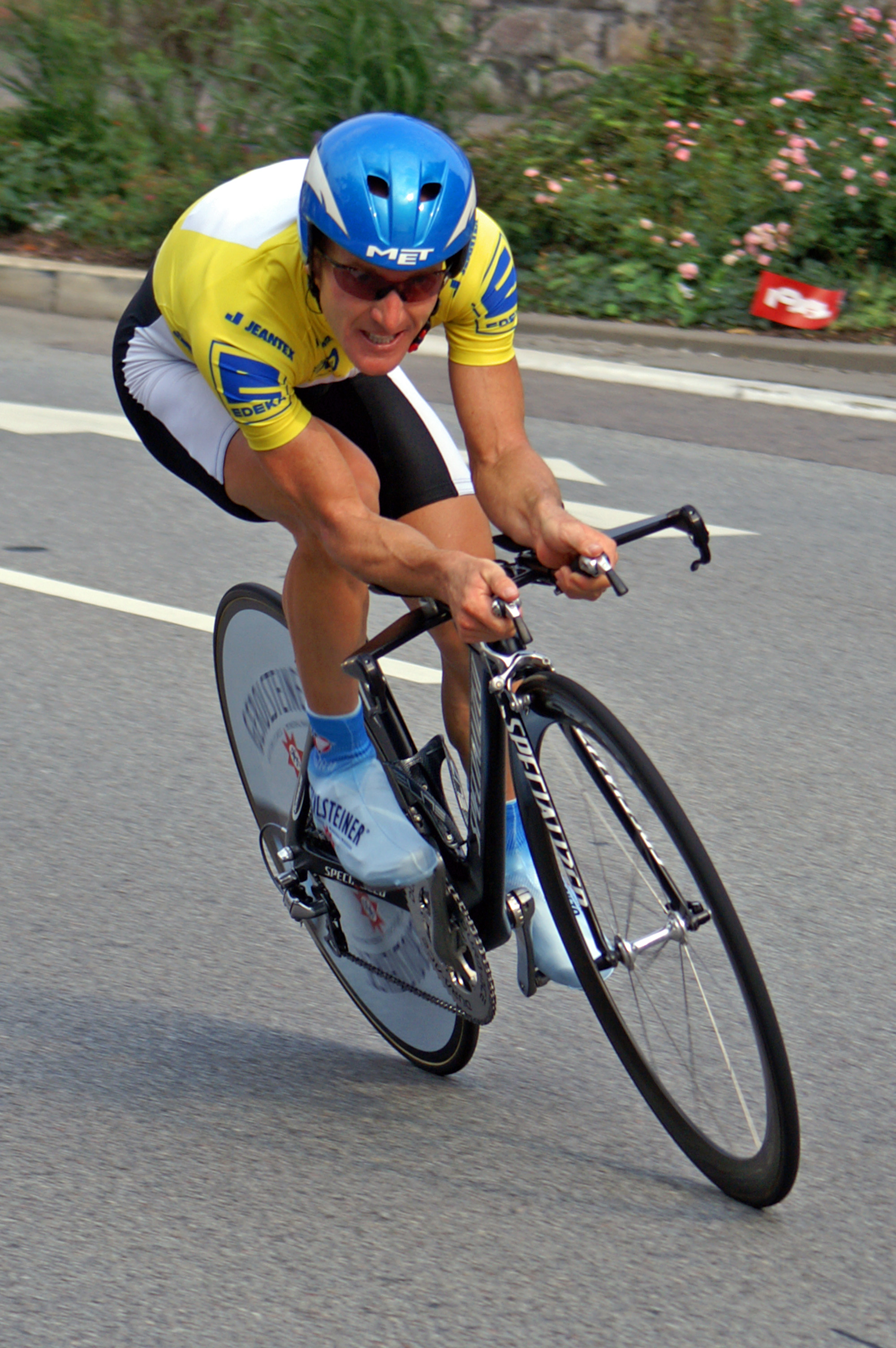
Levi Leipheimer vann Tyskland runt 2005.

Tyskland runt, eller Deutschland Tour, är det viktigaste etappcykelloppet i Tyskland. Tävlingen brukade gå av stapeln i maj/juni, men sedan den blev UCI ProTour, 2005, flyttade tävlingen till i augusti. Den 16 oktober 2008 berättade organisatörerna att tävlingen 2009 inte skulle starta på grund av de dopningsproblem som cykelsporten hade genom under säsongen 2008. Cheferna för tävlingen sade att de inte kunde finansiera niodagarsloppet på grund av att få sponsorer var intresserade att ge pengar.
Amaury Sport Organisation återupplivade tävlingen 2018, varvid loppet minskades från tidigare åtta etapper till fyra.

## Historia
Redan 1911 gick ett nationellt cykellopp på över 1500 kilometer i Tyskland, som var uppdelat i flera territorier och riken. Flera etapplopp kördes i området fram till och med 1930. 1931 startade Tyskland runt för första gången och det dröjde sedan fram till 1937 och 1939, i början av Andra världskriget, när tävlingen gick av stapeln igen.
Cykelsporten i Tyskland har historiskt sett inte varit lika populär som i till exempel Belgien, Frankrike och Italien, vilket innebar att tävlingens popularitet har berott på de tyska cyklisternas meriter, vilket också innebär att tävlingen har blivit tvungna att ställas in flera gånger under årens lopp.
Efter Jan Ullrichs seger i Tour de France 1997 ökade cykelsportens popularitet i landet och Tyskland runt, som inte hade körts mellan 1983 och 1998, startade igen 1999.
Den tyska cyklisten Jens Voigt är den enda som hittills har lyckats vinna Tyskland runt två gånger i sin karriär (2006, 2007).

## Prispallsplaceringar
| År   | 1:a                         | 2:a                   | 3:a                        |
| 1911 | Hans Ludwig                 | Adolf Huschke         | Hans Hartmann              |
| 1922 | Adolf Huschke               | Paul Kohl             | Rich Huschke               |
| 1927 | Rudolf Wolke                | Eric Reim             | Richard Rosch              |
| 1930 | Hermann Buse                | Kurt Stoepel          | Oskar Tietz                |
| 1931 | Erich Metze                 | Oskar Thierbach       | Nicolas Frantz             |
| 1937 | Otto Weckerling             | Ludwig Geyer          | Fritz Diederich            |
| 1938 | Hermann Schild              | Frans Bonduel         | Otto Weckerling            |
| 1939 | Georg Umbenhauer            | Robert Zimmermann     | Fritz Scheller             |
| 1947 | Erich Bautz                 | Fritz Diederich       | Richard Voigt              |
| 1948 | Philippe Hilbert            | Erich Bautz           | Fritz Scheller             |
| 1949 | Harry Saager                | Erich Bautz           | Reinhold Steinhilb         |
| 1950 | Roger Gyselinck             | Mathias Pfannenmuller | Otto Schenk                |
| 1951 | Guido De Santi              | Fritz Schaer          | Raymond Impanis            |
| 1952 | Isidore De Rijck            | Marcel De Mulder      | Raymond Impanis            |
| 1955 | Rudi Theissen               | Franz Reitz           | Hans Junkermann            |
| 1960 | Albertus Geldermans         | Joseph Planckaert     | Klaus Bugdahl              |
| 1961 | Friedhelm Fischerkeller     | Hans Junkermann       | Piet rentmeester           |
| 1962 | Peter Post                  | Ludo Troonbeeckx      | Roger Baens                |
| 1979 | Dietrich Thurau             | Aad Van den Hoek      | Francesco Moser            |
| 1980 | Gregor Braun                | Tommy Prim            | Marino Lejarreta           |
| 1981 | Silvano Contini             | Theo De Rooy          | Tommy Prim                 |
| 1982 | Theo De Rooy                | Paul Haghedooren      | Ludo Peeters               |
| 1999 | Jens Heppner                | Andreas Kappes        | Christian Wegmann          |
| 2000 | David Plaza                 | Andreas Klöden        | Udo Bölts                  |
| 2001 | Alexandre Vinokourov        | Aitor Garmendia       | Rolf Aldag                 |
| 2002 | Igor González de Galdeano   | Aitor Garmendia       | Tobias Steinhauser         |
| 2003 | Michael Rogers              | José Azevedo          | Alexandre Vinokourov       |
| 2004 | Patrik Sinkewitz            | Jens Voigt            | Jan Hruska                 |
| 2005 | Levi Leipheimer             | Jan Ullrich           | Georg Totschnig            |
| 2006 | Jens Voigt                  | Levi Leipheimer       | Andrej Kasjetjkin          |
| 2007 | Jens Voigt                  | Levi Leipheimer       | David Lopez Garcia         |
| 2008 | Linus Gerdemann             | Thomas Lövkvist       | Janez Brajkovič            |
| 2018 | Matej Mohorič               | Nils Politt           | Maximilian Schachmann      |
| 2019 | Jasper Stuyven              | Sonny Colbrelli       | Yves Lampaert              |
| 2020 | Inställt (COVID19-pandemin) |                       |                            |
| 2021 | Nils Politt                 | Pascal Ackermann      | Alexander Kristoff         |
| 2022 | Adam Yates                  | Pello Bilbao          | Ruben Guerreiro            |
| 2023 | Ilan Van Wilder             | Felix Großschartner   | Danny van Poppel           |
| 2024 | Mads Pedersen               | Danny van Poppel      | Tobias Halland Johannessen |